# Lars Nilsson (journalist)
Lars Nilsson, född 1947, är en svensk journalist och redaktör.
Nilsson började journalistbanan på Eskilstuna-Kuriren 1969, och kom till UNT första gången 1972. Han var sedan länge på DN, bland annat som nyhetschef, nattchef och redaktionschef, och var chef för Dagens nyheters webbtidning DN.se från november 2000 till 1 juli 2002.
Han började då som chefredaktör för Upsala Nya Tidning (UNT), och blev kvar på denna tjänst till december 2011.
2012 valdes Nilsson in i Centrum för lättlästs styrelse.